# Deuxième circonscription de Fogera
La deuxième circonscription de Fogera est une des 135 circonscriptions législatives de l'État fédéré Amhara, elle se situe dans la Zone Sud Gonder. Son représentant actuel est Tadesse Meselu Desta.